# Euxestocis formosanus
Euxestocis formosanus is een keversoort uit de familie houtzwamkevers (Ciidae). De wetenschappelijke naam van de soort werd in 1982 gepubliceerd door Mutsuo Miyatake.